# Дніпробереговий провулок
Дніпро́берегови́й прову́лок — зниклий провулок, що існував у Дарницькому районі міста Києва, місцевість Осокорки. Пролягав від Зарічної до Іжевської вулиці.

## Історія
Провулок виник у першій половині XX століття (не пізніше кінця 1930-х років), ймовірно в складі Дніпроберегової вулиці. Згодом був виокремлений у окрему вулицю. Ліквідований 1977 року в зв'язку з частковим знесенням забудови селища Осокорки та прокладанням нової магістралі — майбутнього проспекту Миколи Бажана.